# Little Women (phim 1994)
Little Women là một bộ phim lịch sử thuộc thể loại tuổi mới lớn năm 1994 của Mỹ đạo diễn bởi Gillian Armstrong. Kịch bản của Robin Swicord dựa trên cuốn tiểu thuyết hai tập cùng tên 1868-69 của Louisa May Alcott, bộ phim truyện thứ năm chuyển thể từ câu chuyện kinh điển. Sau khi phát hành giới hạn vào ngày 21 tháng 12 năm 1994, bộ phim được phát hành trên toàn quốc bốn ngày sau đó bởi Columbia Pictures. Bộ phim dành riêng cho sát nhân nạn nhân Polly Klaas và tác nhân văn học Judy Scott-Fox.

## Nội dung
Bộ phim tập trung vào các chị em tháng ba: Meg có trách nhiệm, Jo nóng nảy, Beth dịu dàng và Amy lãng mạn, đang lớn lên ở Concord, Massachusetts trong và sau Nội chiến Hoa Kỳ. Khi cha của họ chiến đấu trong chiến tranh, các cô gái phải vật lộn với những vấn đề lớn nhỏ dưới sự hướng dẫn của người mẹ có ý chí mạnh mẽ, được gọi một cách trìu mến là Marmee (phát âm là "Mahmee" ở New England thế kỷ 19). Như một phương tiện để thoát khỏi một số vấn đề của họ, hai chị em say sưa biểu diễn trong những vở kịch lãng mạn được viết bởi Jo trong nhà hát gác mái của họ.
Sống bên cạnh gia đình là ông Laurence giàu có, có cháu trai Theodore, biệt danh là "Laurie", chuyển đến sống cùng ông và trở thành bạn thân của gia đình March, đặc biệt là Jo. Ông Laurence trở thành cố vấn cho Beth, người chơi piano tinh tế khiến anh nhớ đến cô con gái nhỏ đã mất và Meg phải lòng gia sư của Laurie, John Brooke.
Khi ông March bị thương trong chiến tranh, Jo bán tóc của mình để Marmee có thể mua vé tàu để đi du lịch cho ông March và chăm sóc anh ấy khỏe mạnh trở lại. Khi Marmee đi vắng, Beth tiếp tục các chuyến thăm của Marmee đến một gia đình nhập cư đang gặp khó khăn để cung cấp cho họ thức ăn và củi. Trong thời gian này, cô bị sốt đỏ tươi từ trẻ sơ sinh của gia đình. Đang chờ sự trở lại của Marmee, Meg và Jo, cả hai trước đó đã sống sót sau cơn sốt đỏ tươi, gửi Amy đi sống an toàn với dì March của họ. Lo sợ rằng mình cũng có thể mắc bệnh, Amy than thở với Laurie rằng cô có thể chết mà không bao giờ được hôn. Laurie hứa với Amy sẽ hôn cô trước khi chết nếu cô bị bệnh. Trước khi bị bệnh của Beth, Jo đã là bạn đồng hành của dì March trong nhiều năm, và trong khi cô không hài lòng với vị trí của mình, cô đã chịu đựng điều đó với hy vọng một ngày nào đó dì sẽ đưa cô đến châu Âu. Khi tình trạng của Beth trở nên tồi tệ hơn, Marmee được triệu tập về nhà và chăm sóc cô hồi phục đúng vào dịp Giáng sinh, nhưng căn bệnh đã khiến cô suy yếu nghiêm trọng. Ông Laurence đưa cây đàn piano của con gái mình cho Beth, Meg chấp nhận lời cầu hôn của John Brooke và ông March gây bất ngờ cho gia đình bằng cách trở về nhà sau chiến tranh.
Bốn năm trôi qua; Meg (hiện hai mươi tuổi) và John kết hôn, và sức khỏe của Beth đang xấu đi đều đặn. Laurie tốt nghiệp đại học, cầu hôn Jo (hiện 19 tuổi) và rủ cô đi Luân Đôn cùng anh, nhưng nhận ra cô nghĩ về anh như một người anh trai hơn là người yêu, cô từ chối lời đề nghị của anh. Jo sau đó nói với sự thất vọng thêm rằng dì March đã quyết định đưa Amy bây giờ mười bảy tuổi đến châu Âu thay vì Jo, vì bây giờ Amy làm việc như một người bạn đồng hành của dì và dì March mong muốn Amy tiếp tục được đào tạo như một nghệ sĩ ở châu Âu. Bị nghiền nát, Jo khởi hành đến thành phố New York để theo đuổi giấc mơ viết lách và trải nghiệm cuộc sống. Ở đó, cô gặp Friedrich Bhaer, một giáo sư người Đức, người thách thức và kích thích trí tuệ của cô, giới thiệu cô với opera và triết học, và khuyến khích cô viết những câu chuyện hay hơn những bản melodramas thời Victoria mà cô đã viết.
Ở châu Âu, Amy được đoàn tụ với Laurie. Cô thất vọng khi thấy anh ta trở nên bất hòa và vô trách nhiệm, và mắng anh ta vì theo đuổi cô chỉ để trở thành một phần của gia đình March. Đổi lại, anh ta cay đắng khiển trách cô vì đã tán tỉnh một trong những người bạn đại học giàu có của anh ta để lấy tiền. Anh ta để lại cho Amy một lá thư yêu cầu cô ta đợi anh ta khi anh ta làm việc ở London cho ông nội và làm cho mình xứng đáng với cô ta.
Jo được triệu tập về nhà để gặp Beth mười tám tuổi, người cuối cùng đã chết vì ảnh hưởng kéo dài của bệnh sốt đỏ tươi (có lẽ là bệnh thấp khớp) đã làm cô ta đau khổ suốt bốn năm qua. Một Jo buồn bã rút lui về sự thoải mái của căn gác và bắt đầu viết câu chuyện cuộc đời cô. Sau khi hoàn thành, cô gửi nó cho Giáo sư Bhaer. Trong khi đó, Meg sinh ra cặp song sinh huynh đệ Demi và Daisy.
Một bức thư của Amy thông báo với gia đình rằng dì March quá ốm để đi du lịch, vì vậy Amy phải ở lại châu Âu với cô. Tại London, Laurie nhận được một lá thư từ Jo, trong đó cô thông báo cho anh về cái chết của Beth và đề cập Amy đang ở Vevey, không thể về nhà. Laurie ngay lập tức đi đến bên cạnh Amy. Cuối cùng họ trở về nhà tháng ba với tư cách là vợ chồng, khiến Jo rất ngạc nhiên và thích thú.
Dì March qua đời và cô rời khỏi nhà Jo, nơi cô quyết định chuyển đổi thành một trường học. Giáo sư Bhaer đến với các bằng chứng in galley về bản thảo của cô, nhưng khi anh ta lầm tưởng Jo đã kết hôn với Laurie, anh ta khởi hành để bắt một chuyến tàu đến phương Tây, nơi anh ta sẽ trở thành một giáo viên. Jo chạy theo anh ta và giải thích sự hiểu lầm. Khi cô cầu xin anh đừng rời xa, anh cầu hôn và cô vui vẻ chấp nhận.

## Diễn viên
- Winona Ryder với vai Josephine "Jo" March, một phụ nữ trẻ đầy tham vọng, khao khát trở thành một tác giả thành công.
- Gabriel Byrne trong vai Friedrich Bhaer, một giáo sư lớn tuổi yêu Jo khi anh làm gia sư ở New York và cuối cùng kết hôn với cô.
- Trini Alvarado với vai Margaret "Meg" March, người chị lớn nhất tháng ba. Cô kết hôn với gia sư của Laurie, John Brooke và sinh ra cặp song sinh huynh đệ: một cậu bé, John (biệt danh là "Demijohn" của Jo, được rút ngắn thành "Demi"); và một cô gái, Margaret, được gọi là "Daisy" ở nhà "để không có hai Megs".
- Kirsten Dunst và Samantha Mathis trong vai Amy March, đứa con út tháng ba và con gái nhanh trí. Thay vì mái tóc nâu và đôi mắt nâu hoặc xanh lục của ba chị gái, cô có những lọn tóc vàng và đôi mắt xanh. Sau đó, cô kết hôn với Laurie và trở thành một họa sĩ thành công. Amy là nhân vật duy nhất do hai nữ diễn viên khác nhau thủ vai - Dunst đóng vai cô lúc mười hai tuổi trong nửa đầu của bộ phim, Mathis là một phụ nữ trẻ trong nửa sau của bộ phim.
- Claire Danes với vai Elizabeth "Beth" March, con gái thứ ba của tháng ba và là nghệ sĩ piano của gia đình. Cô ấy nhút nhát, tốt, ngọt ngào, tử tế và trung thành. Ở tuổi mười bốn, cô bị sốt đỏ tươi, làm suy yếu trái tim và dẫn đến cái chết của cô bốn năm sau đó ở tuổi mười tám.
- Christian Bale với tư cách là Theodore "Laurie" Laurence, người hàng xóm trẻ tuổi trở thành bạn thân nhất của Jo khi còn trẻ. Sau đó, anh cố gắng, nhưng thất bại, để thuyết phục cô kết hôn với anh. Cuối cùng anh ta yêu và cưới Amy.
- Eric Stoltz với tư cách là John Brooke, gia sư của Laurie và người chồng cuối cùng của Meg.
- John Neville với tư cách là ông James Laurence, ông nội của Laurie và là hàng xóm tốt bụng của Marches.
- Mary Wickes với tư cách là dì Josephine March, thành viên gia đình tháng ba duy nhất vẫn còn rất nhiều tiền. Sau khi chết, tài sản của cô được để lại cho Jo trưởng thành, người đã biến nó thành một ngôi trường dành cho con trai.
- Susan Sarandon với tư cách là Abigail "Marmee" March, mẹ của các cô con gái tháng ba và là người vợ yêu thương của ông March.
- Matthew Walker trong vai Robert March, cha của bốn cô con gái tháng ba, người chồng yêu thương của Marmee và người phối ngẫu tận tụy lâu năm.
- Florence Paterson trong vai Hannah MONS, người quản gia trung thành của gia đình March kể từ khi Meg được sinh ra. Các cô gái nghĩ về cô ấy như một người bạn tốt hơn là một người hầu.
- Janne Mortil với tư cách là Sally Moffat, một người bạn tốt và duy nhất của Meg, người khá giàu có và thịnh vượng.

## Sự đón nhận

### Những đón nhận quan trọng
Theo trang web tổng hợp đánh giá Rotten Tomatoes, 92% các nhà phê bình đã đưa ra đánh giá tích cực dựa trên 39 đánh giá, với xếp hạng trung bình là 7,3 / 10. Sự đồng thuận của các nhà phê bình của trang này là: "Nhờ một đội ngũ nữ diễn viên tài năng, Gillian Armstrong đảm nhận  Little Women 'của Louisa May Alcott chứng minh rằng một câu chuyện vượt thời gian có thể thành công bất kể bao nhiêu lần nó được kể." Tại Metacritic, bộ phim có điểm trung bình có trọng số là 87 trên 100 dựa trên 23 nhà phê bình, cho thấy "sự hoan nghênh phổ quát".
Roger Ebert của  Chicago Sun-Times  đã trao giải cho bộ phim 3 sao, gọi đó là "một câu chuyện thông minh và sắc sảo đáng ngạc nhiên về câu chuyện nổi tiếng của Louisa May Alcott, và không phải là bộ phim thiếu nhi mềm mại nó có thể xuất hiện. " Anh ấy nói thêm, "[Nó] lớn lên trong tôi. Lúc đầu, tôi gắt gỏng, nghĩ rằng nó sẽ quá ngọt ngào và sùng đạo. Dần dần, tôi thấy rằng Gillian Armstrong [...] đã nghiêm túc. để đánh giá cao diễn xuất của nhóm, với năm nữ diễn viên tạo ra sự ấm áp và quen thuộc của một gia đình thực sự. "
Edward Guthmann của  San Francisco Chronicle  gọi bộ phim là "được làm tỉ mỉ và diễn xuất nồng nhiệt" và quan sát nó "là một trong những phim trường Hollywood hiếm hoi thu hút sự chú ý của bạn, chậm rãi và thanh lịch, thay vì thúc đẩy bạn quan tâm đến hiệu ứng và thao tác dễ dàng. "

### Phòng vé
Bộ phim đã mở trên 1.503 màn hình ở Mỹ và Canada vào ngày 21 tháng 12 năm 1994. Phim thu được 5,3 triệu đô la và đứng thứ 6 tại phòng vé vào cuối tuần công chiếu và cuối cùng kiếm được 50,1 triệu đô la. So với ngân sách 18 triệu đô la, bộ phim được cho là đã thành công.

### Giải thưởng và đề cử
Bộ phim đã được đề cử ba giải Oscar, bao gồm Nữ diễn viên xuất sắc nhất cho Winona Ryder, Thiết kế trang phục đẹp nhất cho Colleen Atwood (người được đề cử giải BAFTA cùng hạng mục) và Điểm gốc xuất sắc nhất cho nhà soạn nhạc Thomas Newman, người giành giải Phim BMI Giải thưởng âm nhạc.
Winona Ryder được trao giải Nữ diễn viên xuất sắc nhất của Giải thưởng giới phê bình phim Kansas City. Kirsten Dunst đã giành giải thưởng Nghệ sĩ trẻ và Hiệp hội phê bình phim Boston vinh danh cô vì vai diễn trong cả Little Women và Phỏng vấn ma cà rồng.
Robin Swicord đã được đề cử cho Giải thưởng của Hội Nhà văn Hoa Kỳ cho Kịch bản chuyển thể hay nhất nhưng thua Eric Roth cho Forrest Gump.

## Phát hành theo dạng băng đĩa
Bộ phim có lần phát hành video đầu tiên ở Bắc Mỹ trên VHS vào ngày 20 tháng 6 năm 1995, sau đó là phát hành kỹ thuật số ban đầu trên DVD vào ngày 25 tháng 4 năm 2000.